# Segusino

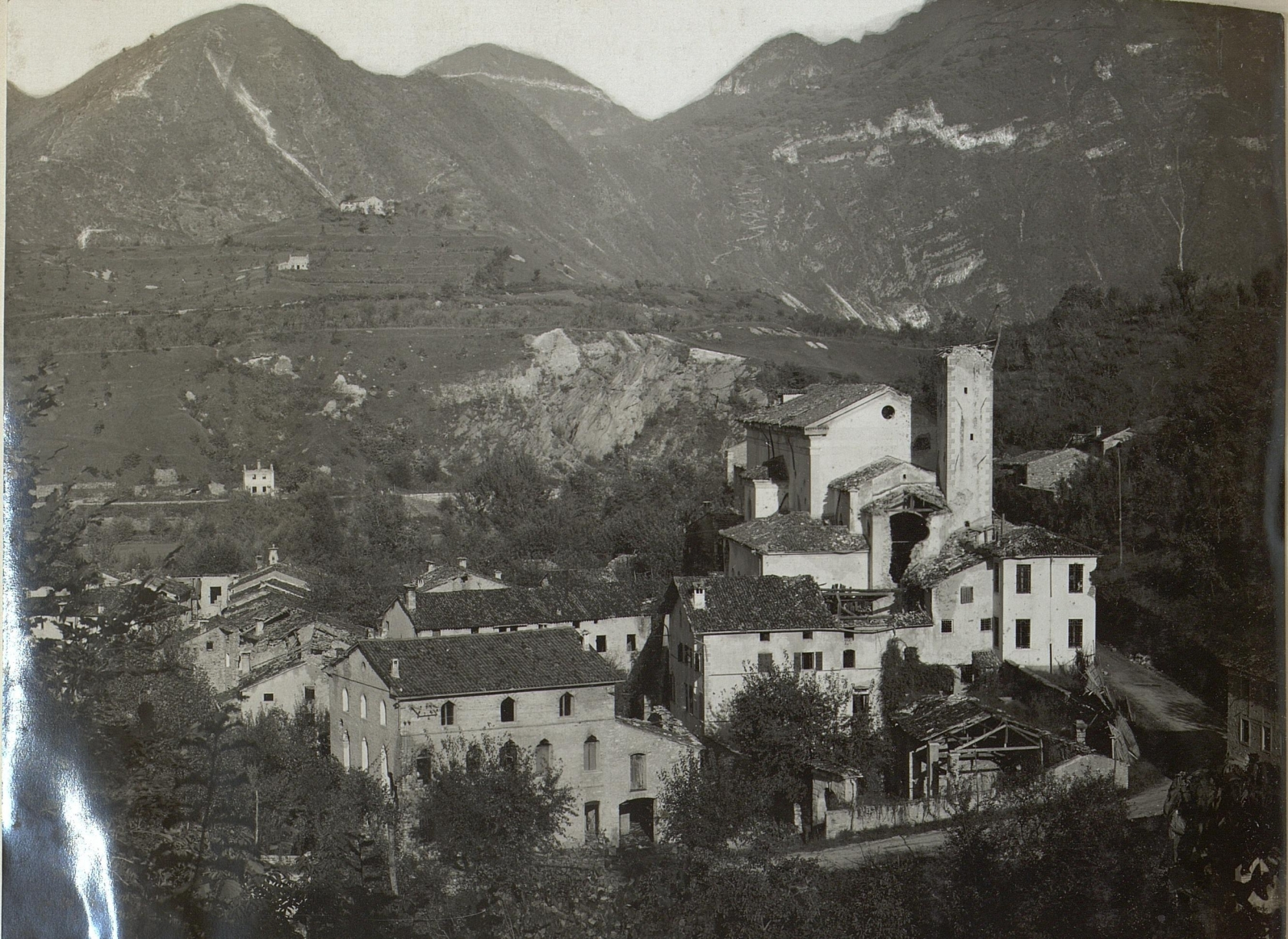
Segusino

Segusino là một đô thị ở tỉnh Treviso trong vùng Veneto, có cự ly khoảng 60 km về phía tây bắc của Venice và khoảng 35 km về phía tây bắc của Treviso. Tại thời điểm ngày 31 tháng 12 năm 2004, đô thị này có dân số 2.062 người và diện tích là 18,1 km².
Đô thị Segusino có các frazioni (các đơn vị trực thuộc, chủ yếu là các làng) Stramare và Milies.
Segusino giáp các đô thị: Alano di Piave, Quero, Valdobbiadene, Vas.